# Nevada National Security Site

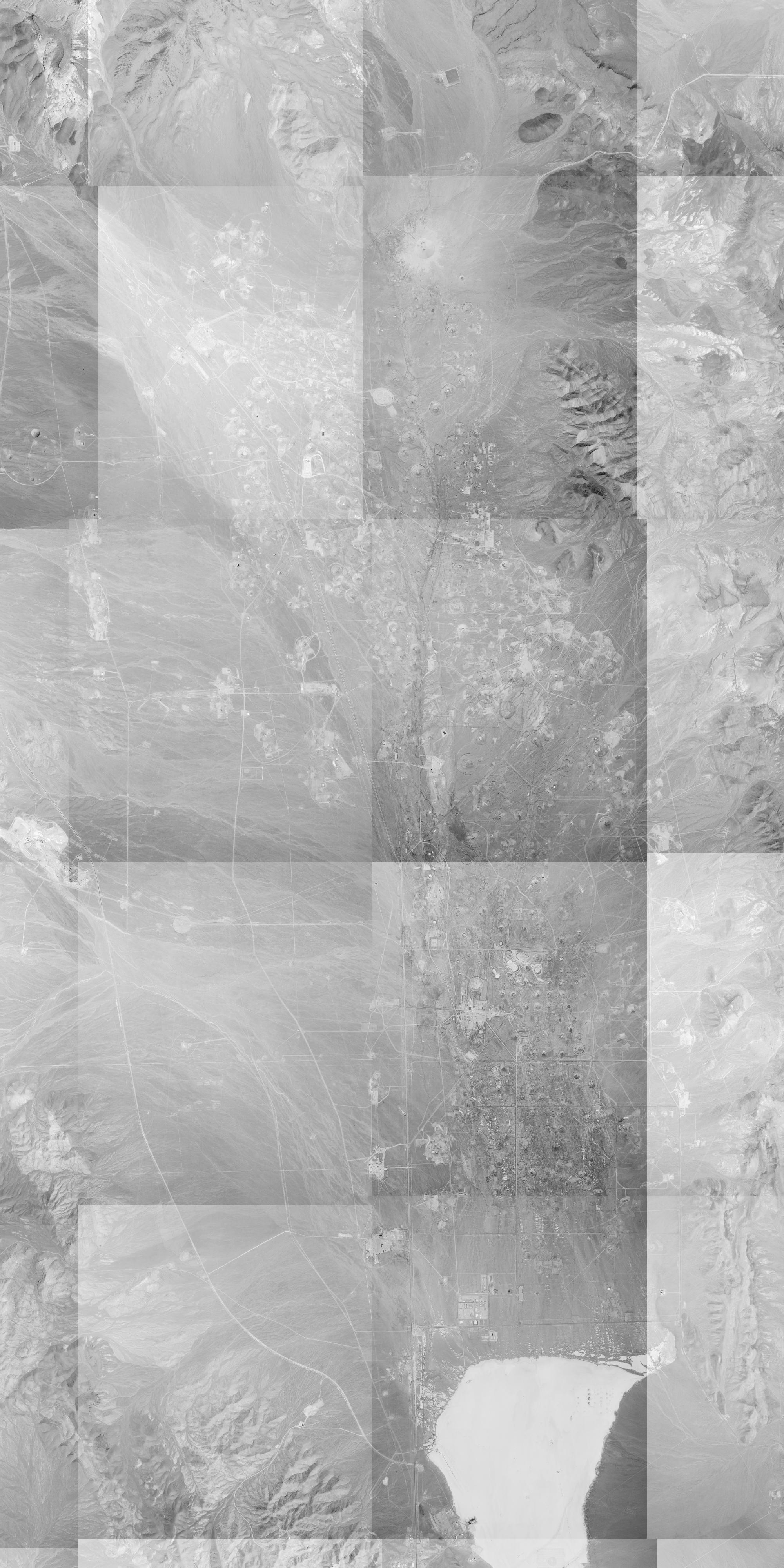
Nevada National Security Site ovanifrån i december 2005.

Nevada National Security Site (NNSS), tidigare Nevada Proving Grounds (NPG) och Nevada Test Site (NTS), är ett 3 522 kvadratkilometer (km2) stort skjutfält i Nye County, Nevada i USA och som användes primärt för testande av kärnvapen mellan den 27 januari 1951 och 23 september 1992. Det genomfördes 100 provsprängningar ovanför jord och 828 under jord. Efter 1992 så har det fortsatts att genomföras vapentestning, dock med vapen utan någon kritisk massa, på NNSS.
Skjutfältet övervakas av USA:s energidepartements underavdelning National Nuclear Security Administration (NNSA) och drivs av Mission Support and Test Services LLC, ett samriskföretag ägd av företagen Honeywell International, Jacobs Engineering Group och Stoller Newport News Nuclear.

## Historik
Den 18 december 1950 signerade USA:s 33:e president Harry S. Truman (D) en presidentorder om att ett skjutfält på 1 800 kvadratkilometer inom Nellis Air Force Gunnery and Bombing Range skulle användas för testande av kärnvapen. Skjutfältet fick namnet Nevada Proving Grounds. 1955 fick den namnet Nevada Test Site. Skjutfältet utökades allt mer vid fem tillfällen; 1958, 1961, 1965, 1967 och 1999. Den 5 augusti 1963 signerade USA:s utrikesminister Dean Rusk, Sovjetunionens utrikesminister Andrej Gromyko och Storbritanniens utrikesminister Alec Douglas-Home det partiella provstoppsavtalet, vilket förbjöd kärnvapentestningar ovan jord, i rymden och under vatten. Den 7 oktober signerade USA:s 35:e president John F. Kennedy (D) ratificeringen av avtalet. 1992 upphörde de amerikanska provsprängningarna efter att USA:s kongress drev igenom ett moratorium som innebar temporärt provstopp. Den 24 september 1996 signerade USA det fullständiga provstoppsavtalet men USA:s senat vägrade att ratificera det. Den 23 augusti 2010 meddelade NNSA att skjutfältet skulle byta namn till det nuvarande.

## Miljö och hälsa
Mellan 1951 och 1962 fick södra delarna av granndelstaten Utah oerhörda mängder av radioaktivt nedfall på grund av de atmosfäriska provsprängningarna som genomfördes på skjutfältet. När det partiella provstoppsavtalet trädde i kraft så minskades utsläppen av radioaktivitet i atmosfären men det var fortfarande höga värden på grund av att man var tvungen att ventilera marken efter varje underjordstest som hade ägt rum. Flera olika varianter av cancer så som bröstcancer, hjärncancer, leukemi, lymfom, malignt melanom, skelettcancer och sköldkörtelcancer observerades hos delar av lokalbefolkningen under de fyra decennier som provsprängningarna varade. 1992 när man upphörde med testande av kärnvapen på skjutfältet så uppmätte USA:s energidepartement att området hade radioaktivitet som motsvarade mer än 300 miljoner curie, vilket gjorde skjutfältet till en av de mest radioaktiva områdena i hela USA. I en rapport som beställdes av Nye County så framgick det att underjordstesterna orsakade att 1,6 biljoner gallon (cirka sex biljoner liter) vatten var förorenat av radioaktivitet, det motsvarade vad delstaten Nevada tar från Coloradofloden över en 16-årsperiod.

## Galleri

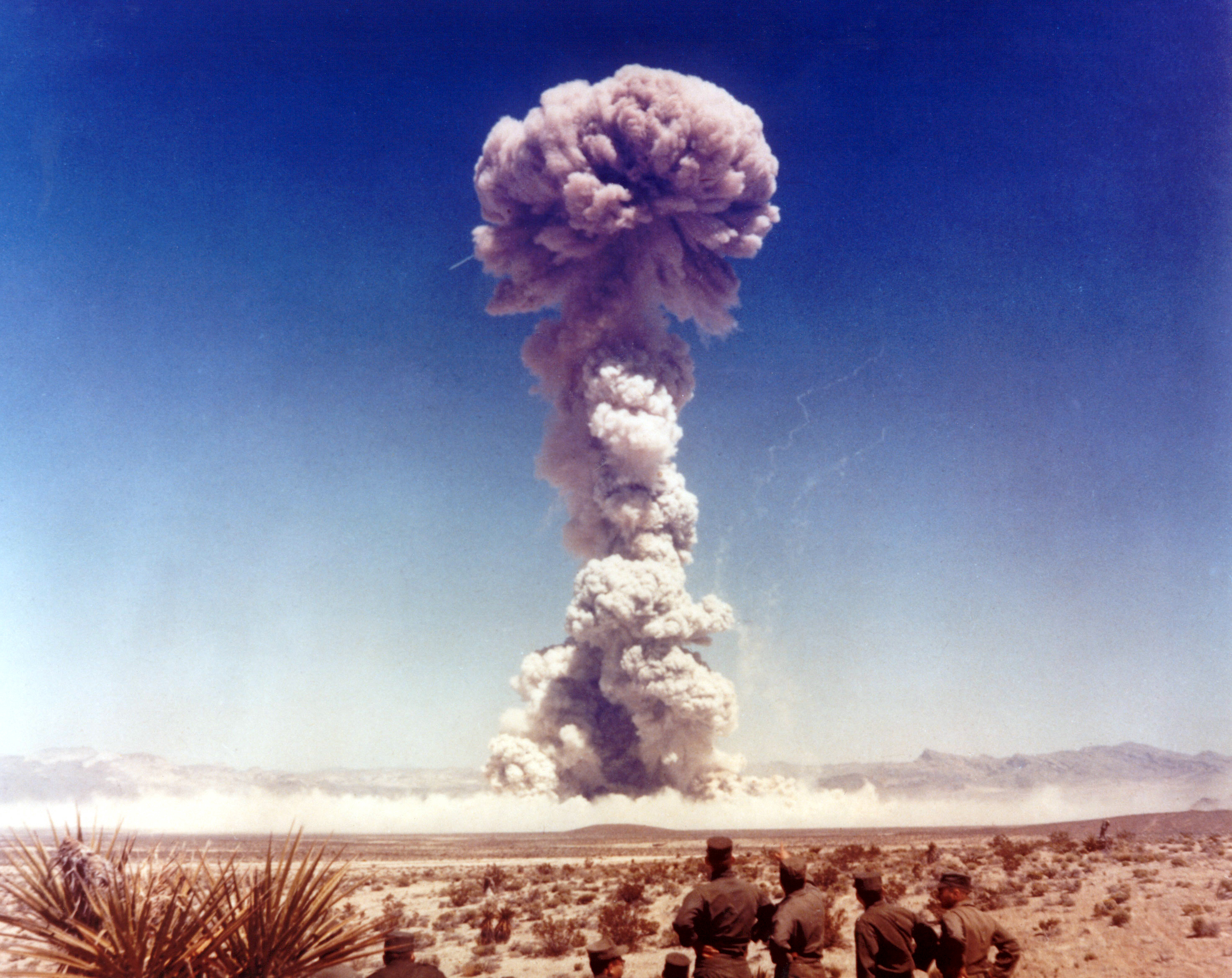
Detonering av kärnvapnet för testet som hade kodnamnet Buster-Jangle Dog i november 1951. Detta var det första kärnvapentest som användes mot amerikanska trupper, och i detta test var syftet bland annat att observera den psykologiska effekten hos soldater som beskådar ett kärnvapen som detoneras i stridsmiljö.
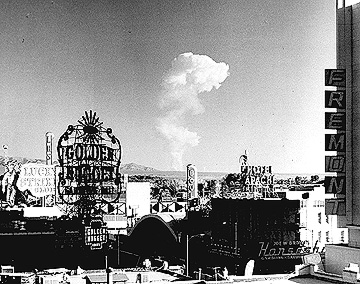
Kärnvapentest på Nevada National Security Site, sedd från Las Vegas som ligger cirka 10,5 mil från området.
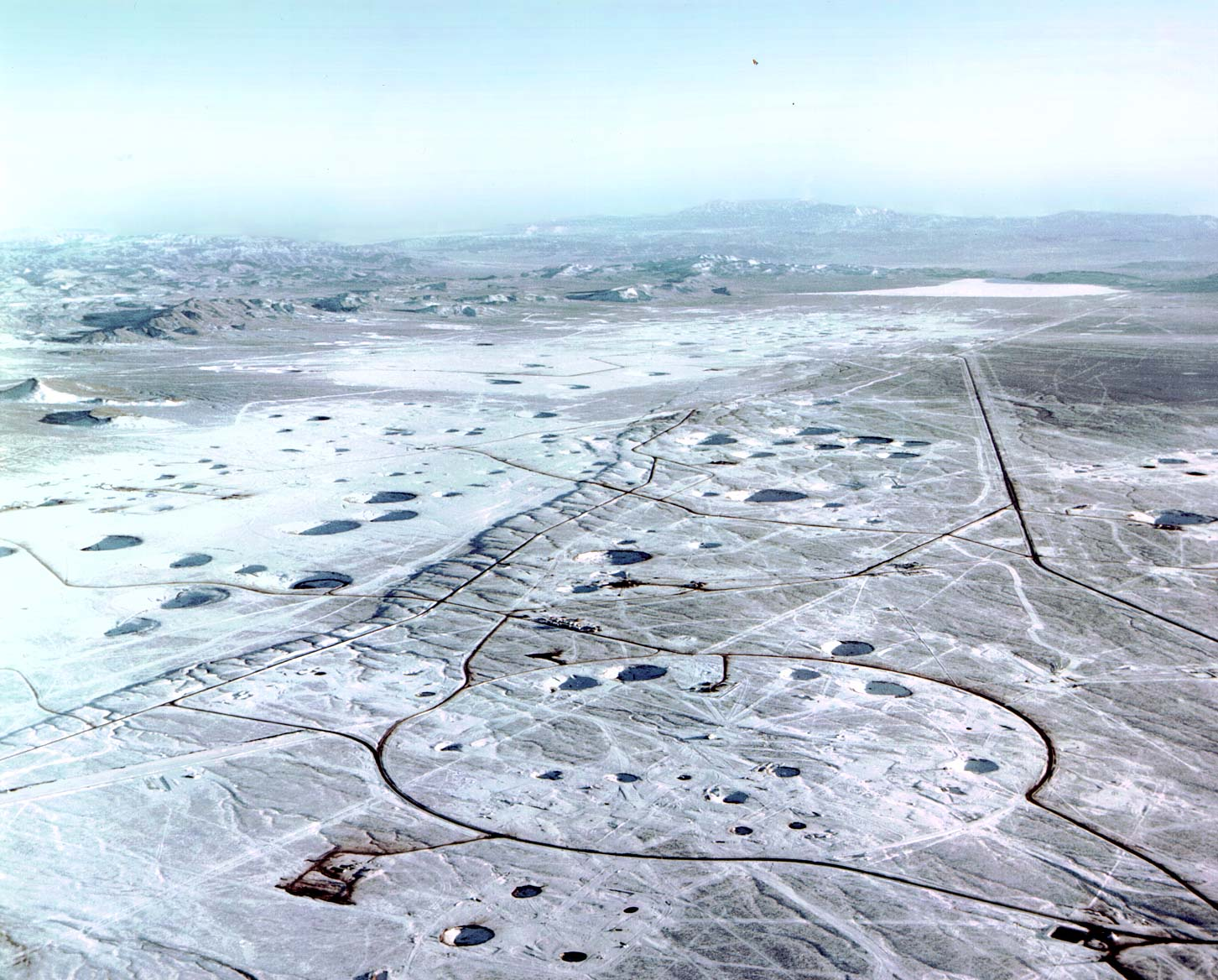
Kratrar från kärnvapentest på Nevada National Security Site.
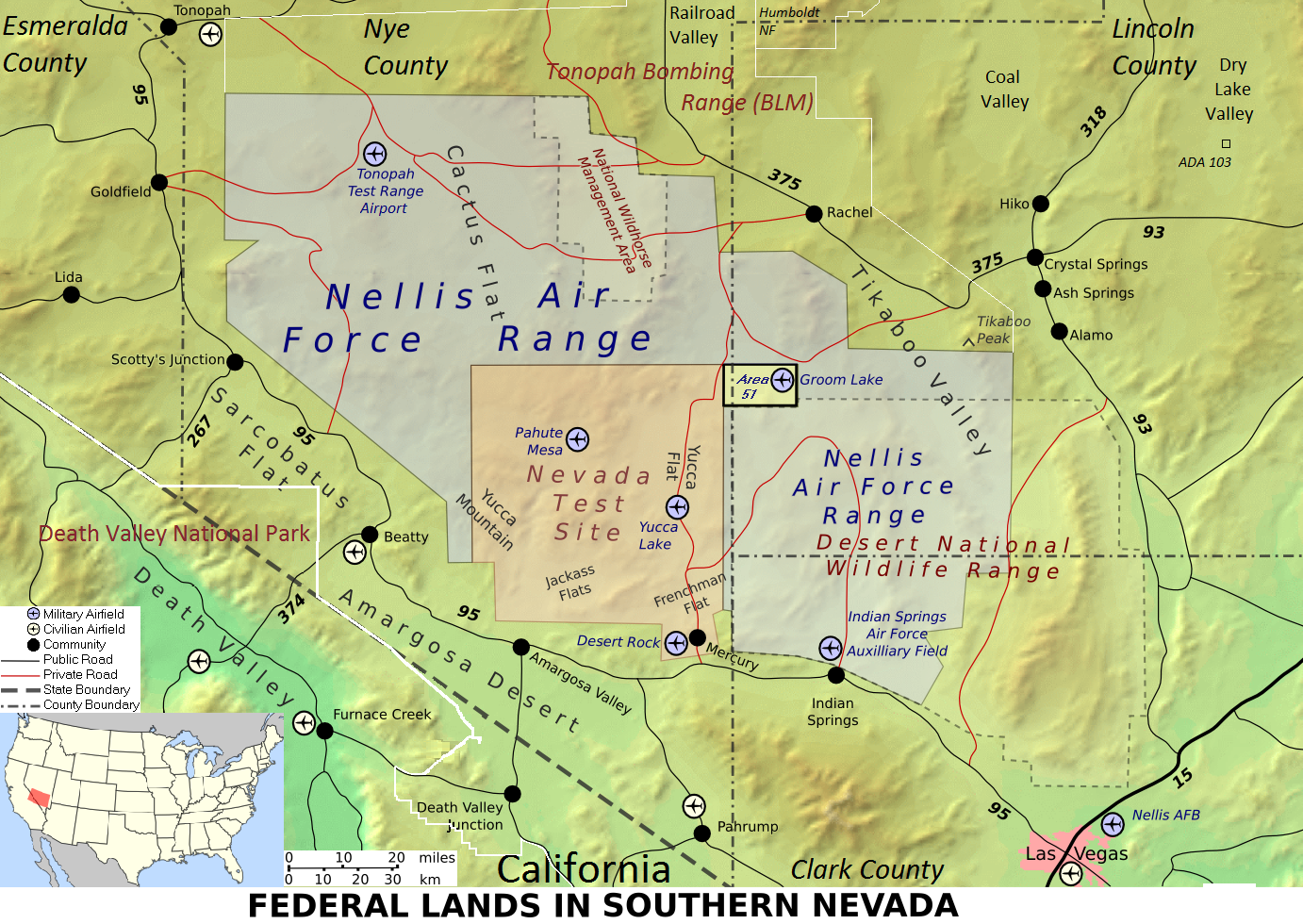
Nevada National Security Site är det khakifärgade området på kartan.